# Francesco Petrobelli
Francesco Petrobelli (Bolonya, 1618 - 1695) fou un compositor italià.
Fou mestre de capella de la catedral de Pàdua i va compondre nombroses composicions, la major part de caràcter religiós, entre elles Motetti e Litanie della B. V., publicats a Anvers en segona edició: Salmi a quattro voci con stromenti (Bolonya, 1670), obra dedicada al cardenal Rospigliosi, (més tard Climent IX), de la que se'n va fer una segona edició; Cantate a una e due voci co'l basso continuo (Bolonya, 1676), Musiche da camera (Venècia, 1682), Psalmi breves octo vocibus (Venècia, 1684), Scherzi musicali (Venècia, 1693), etc.